# Феодор Абу Курра
Фео́дор Абу́-Курра́ (араб. ثاوذورس أبي قرة‎, ср.-греч. Θεόδωρος Ἀβουκάρας; ок. 750 — ок. 830) — христианский писатель и богослов, писавший на арабском языке, епископ города Харран.

## Биография
Феодор родился в городе в Эдессе. Ничего неизвестно о его молодых годах жизни, но существует предположение о том, что он жил в лавре Саввы Освященного. Предположение основано на четырех фактах. Первый — грузинский перевод «Страдания Михаила Савваита» Василия Эмесского, согласно которому Абу Курра был рассказчиком Василию этого жития. В конце сочинения Василий прославлял Савву Освященного, который «явил таких учеников, как Стефан и Иоанн и Фома и Феодор Абу Курра», а сам Феодор Абу-Курра назван «новый святой Савва, пастырь и высокий священник в Сирии, вавилонский чудотворец». Второй — в «Послании к Давиду Монофизиту» Феодор Абу-Курра писал, что поручает адресата молитвам святого Саввы (Савва Освященный — единственный святой, названный по имени Абу Куррой в контексте). Третий — сочинения Феодора сохранялись и переписывались именно в лавре Саввы Освященного. Четвёртый — в сочинениях Феодора Абу-Курры достаточно много заимствований из работ монаха-савваита Иоанна Дамаскина. Американский исследователь Джон Ламоро (англ. John Lamoreaux) оспаривает связь Абу Курры с лаврой Саввы Освященного. Он, например, указывает, что перевод сочинения Василия Эмесского содержит ряд анахронизмов; он считает, что в этом сочинении Феодор Абу Курра перепутан с Феодором Эдесским, а приписку в «Послании к Давиду Монофизиту» Ламоро объясняет как интерполяцию, сделанную переписчиком-савваитом. Главный аргумент Ламоро против принадлежности Феодора к лавре — отсутствие наименования Феодора Абу-Курры монахом-савваитом не только во всех его сочинений (на арабском, на греческом и на грузинском языках), но и в упоминаниях о нём других авторов, которые называли его исключительно епископом Харрана.
С 795 года Феодор Абу Курра — епископ в Харране. Михаил Сириец сообщал, что Феодор был рукоположен патриархом Антиохии Феодоритом (785—799). Феодор был талантливым полемистом и богословом: он был образован, знаком с мусульманской литературой, медициной, логикой, философий и наследием святых отцов; кроме того, владел греческим, арабским и сирийским языками. Иоанн Кипариссиотес (†1378), сообщал, что Феодор Абу Курра участвовал в соборе против манихеев, о котором из других источников ничего не известно. Иоанн дважды цитировал слова Абу Курры, произнесённые на этом соборе. Феодор Абу Курра был тесно связан с палестинским христианством. Он написал для Иерусалимского патриарха Фомы письмо, в котором объяснял Халкидонский орос. Феодор неоднократно ездил в Святую землю. Там он участвовал в диспутах с мусульманами: в Иерусалиме и в южнопалестинском городе Азоте. В Иерусалиме Феодор Абу Курра принимал участие в полемике о добавлении filioque в Символ Веры с латинскими монахами из монастыря на Масличной горе, прибывшими от двора Карла Великого. Михаил Сириец в Хронике сообщал, что из-за какой-то клеветы, возведённой против него Антиохийскому патриарху Феодориту, Феодор Абу Курра оставил епископскую кафедру. Бассам Нассиф (англ. Bassam Nassif) предполагает, что причиной этому были расхождения по вопросу о иконопочитании: Феодорит был иконоборцем. В 799 году Феодорит умер, Антиохийскую кафедру занял патриарх Иов, и Феодор Абу Курра вернулся на епископскую кафедру в Харран. В 813 году Феодор совершил миссионерское путешествие по городам и селам. Он дошёл до Александрии, где, по свидетельству негативно относящегося к его успехам Михаила Сирийца, своими блестящими диспутами с мусульманами завоевал популярность у простого народа: «поскольку он был софист и со своей аргументацией вступал в диспуты с язычниками (то есть мусульманами), так как он знал язык сарацин, и этим он приводил в изумление простой народ».
Из Александрии Феодор Абу Курра предпринял путешествие в Армению для обращения христианского население из монофизитства в православие, проповедуя и объясняя богословие Максима Исповедника. Около 815 года он прибыл ко двору багратидского принца Ашота Мцакерта. Монофизитский патриарх посылал известного богослова Нонна Низибийского для противодействия Феодору, и между ними состоялся богословский диспут. В Армении Феодор находился примерно до 817 года. После этого он возвратился в Харран, возможно, через Багдад. В несторианская «Анонимной сирийской хронике 1234 года» сообщается о том, что в 829 году в Харран прибыл аббасидский халиф Абдуллах аль-Мамун. Между мусульманином халифом Абдуллахом и христианином епископом Феодором состоялся большой диспут о вере. Около 830 года Феодор умер.

## Сочинения
- В защиту иконопочитания
- Диалоги с мусульманами
- О единении и воплощении, и о том, как ипостась воплотилась, а природа Божественная объединилась с природой человеческой в ипостаси Слова Божиего
- Послание к армянам

## Работы, доступные онлайн

### Арабские
- C. Bacha, Трактат о арабских произведениях Феодора Абу Курры

### Греческие
- Греческие работы с латинским переводом, from Migne, Patrologia graeca, vol. 97 (and 94) (Paris, 1865)

### Переводы
- Английский: Дискуссия Феодора Абу Курры при дворе аль-Мамуна (арабский текст и перевод на английский язык) par David Bertaina, 2007
- Немецкий: G. Graf, Арабские труды Феодора Абу Курры
- Французский: Трактат о почитании изображений Архивная копия от 27 марта 2010 на Wayback Machine и Демонстрация Веры Церкви через два Завета и Советы
- Русский: Г. Саблуков, Перевод греческого произведения об исламе «Theodore Abu Qurrah», Missioner 6 (1879), and Dialogue with a Muslim